# Židovský hřbitov v Pacově
Židovský hřbitov v Pacově v Myslíkově ulici vedoucí východně na Hořepník naproti rybníkům pochází z roku 1680. Je chráněn jako kulturní památka České republiky.
V areálu se nalézá památník obětem holokaustu a v severozápadní části areálu obřadní síň obsahující hebrejské nápisy a expozici o dějinách Židů na Pacovsku.
V obci se také nachází synagoga.

## Externí odkazy

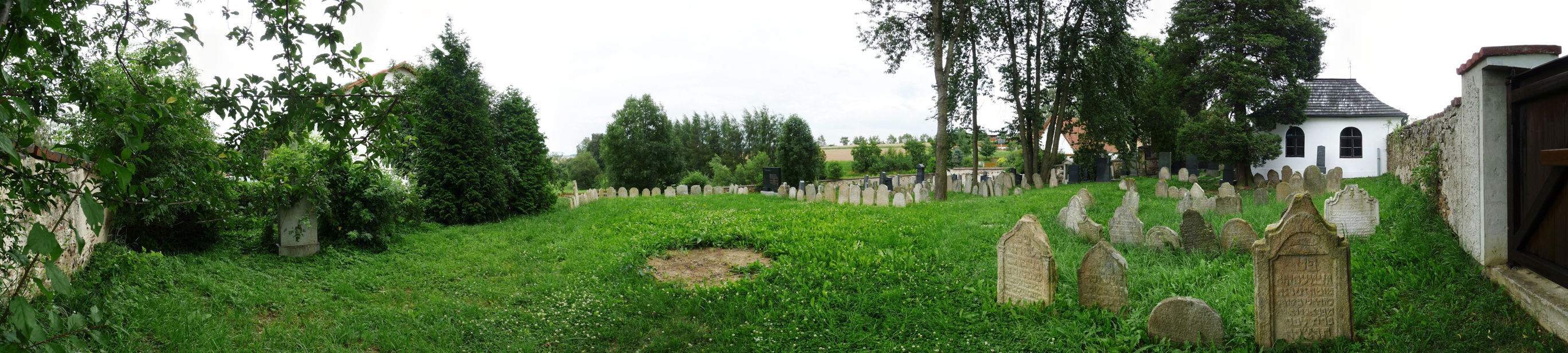